# 天主教維多利亞教區 (西班牙)
天主教維多利亞教區（拉丁語：Dioecesis Victoriensis）是羅馬天主教一個教區，位於西班牙巴斯克自治区首府維多利亞，屬布爾戈斯總教區。
成立於1861年9月8日。2010年有教友276,745人，佔轄區總人口85.0%。教區下轄422個堂區，有314名司鐸。現任教區主教為彌額爾·阿里斯門迪·亞朗曼尼迪亞。